# Cortiz s'est révolté
Cortiz s'est révolté est un roman d'Henry Castillou paru en 1948 aux éditions Fayard et ayant reçu le prix Interallié la même année.

## Résumé
Dans la Bolivie violente et colorée du siècle dernier, le Général Cortiz, 42 ans, ambitieux, froid et énergique, a la considération de son gouvernement après avoir maitrisé des complots régionaux. Mais il se révolte et prend le pouvoir à La Paz avec l'appui d'une puissante firme américaine qui exploite les mines d'étain et de cuivre du pays. Il veut gouverner au service de la volonté populaire, mais les pressions des groupes étrangers ne lui en laissent pas la possibilité. Tous se ligueront contre lui. Seule sa fille, l'indomptable Monabel, qui nourrit pour Cortiz un amour presque incestueux, le soutiendra et sauvera son honneur.

## Éditions
- Cortiz s'est révolté, Éditions Fayard, 1948.